# 李民 (1921年)
李民（1921年—1987年10月21日），河北省馆陶县王桥乡西芦里村人，中华人民共和国政治人物、中国人民解放军将领。

## 生平
1935年，参加北京一二·九运动。1936年，参加民族解放先锋队，次年参加山西省沁水县人民武装自卫队。1938年1月，加入中国共产党，次年1月参加八路军。抗日战争时期，先后任晋冀鲁豫边区纵队司令部秘书、129师十一旅三十二团政治指导员、宣教股长，太行四分区司令部队务股长，太行六分区轮训队队长，四十七团参谋长参加百团大战和多次反扫荡。第二次国共内战期间，担任晋冀鲁豫军区六纵十六旅四十团参谋长、副团长，四十七团团长（政委蔡鼎金），第二野战军十二军三十四师101团团长。率部参加上党战役、平汉战役、陇海战役，之后随部挺进大别山，并参加淮海战役、渡江战役等。在西南战役中，部队担任师和军前卫团。
中华人民共和国成立后，1950年12月进入南京军事学院高级速成系学习，后任第二高级步兵学校训练部战术系副主任。后升任军委化学兵学校训练部部长，哈尔滨军事工程学院六系副主任，防化兵工程学院训练部部长。1973年11月后，任北京军区副参谋长，并兼任军区党委委员、纪委副书记，后担任司令部党委副书记、纪委书记、直属党委书记等职。1976年唐山大地震爆发后，他携带电台，乘坐直升机先赴唐山地区勘察灾情。7月28日上午10点抵达唐山，是第一批人员进入灾区的部队。1987年3月病重入院。同年10月21日在北京去世，享年65岁。